# Гудеменко, Николай Иванович
Николай Иванович Гудеменко (24 февраля 1924, Пишпек, Туркестанская АССР — 6 июня 1969, Фрунзе) — сержант, наводчик орудия 849-го Ясского артиллерийского полка 294-й стрелковой дивизии 73-го стрелкового корпуса 52-й армии 2-го Украинского фронта, полный кавалер Ордена Славы (1946).

## Биография
Родился 24 февраля 1924 года в городе Пишпек (ныне Бишкек, Киргизия).
Окончил 6 классов. С 1941 по 1942 год работал токарем на заводе.
В 1942 году был призван в РККА, с сентября 1943 года находился на фронтах Великой Отечественной войне.
С 30 по 31 мая 1944 года сержант Гудеменко, будучи наводчиком орудия 849-го артиллерийского полка 294-й стрелковой дивизии 52-й армии 2-го Украинского фронта, во время боя под румынским городом Яссы, отражая контратаки, вместе с расчётом уничтожил более взвода живой силы противника, разбил 7 пулемётов и орудие. 21 июля 1944 года награждён орденом Славы 3 степени.
С 26 по 28 августа 1944 года в боях за город Хуши в составе расчёта уничтожил несколько вражеских солдат и офицеров. 29 сентября 1944 года награждён орденом Славы 2 степени.
С 12 по 13 января 1945 года в составе 1-го Украинского фронта в районе населённого пункта Новы-Селец и города Хмельник (в 30 км к югу от Кельце) поразил более взвода вражеской пехоты, бронетранспортёр и машину с боеприпасами. Указом Президиума Верховного Совета СССР от 10 апреля 1945 года награждён орденом Славы 1 степени и стал полным кавалером ордена Славы.
В 1945 году был демобилизован. После демобилизации с 1945 по 1950 год работал токарем на заводе, с 1950 по 1969 год работал в различных организациях города Фрунзе.
Умер 6 июня 1969 года в возрасте 43 лет.